# Pirata denticulatus
Pirata denticulatus este o specie de păianjeni din genul Pirata, familia Lycosidae, descrisă de Liu, 1987. Conform Catalogue of Life specia Pirata denticulatus nu are subspecii cunoscute.